# Ursula Georgy
Ursula Georgy (* 1958 in Köln) ist seit 2000 Professorin für Informationsmarketing an der TH Köln (bis 31. August 2015 Fachhochschule Köln), Fakultät für Informations- und Kommunikationswissenschaften.

## Leben
Georgy studierte von 1977 bis 1983 Chemie und promovierte 1986 in diesem Fach. Sie war von 1987 bis 2000 Geschäftsführerin und von 1987 bis 2007 Gesellschafterin des Wissenschaftlichen Informationsdienstes – WIND GmbH. Von 1996 bis 2000 hatte sie Lehraufträge an der Fachhochschule Köln und der Fachhochschule Niederrhein. Sie war von 2001 bis 2006 Dekanin und von 2006 bis 2009 Prorektorin für Lehre, Studium und Studienreform an der Fachhochschule Köln. Seit September 2011 leitet sie das ZBIW – Zentrum für Bibliotheks- und Informationswissenschaftliche Weiterbildung am Institut für Informationswissenschaft der TH Köln.
Sie war u. a. Mitglied des Beirats des Deutschen Instituts für Medizinische Dokumentation und Information – DIMDI (2009-2019), Mitglied des Stiftungsrates von ZB MED – Informationszentrum Lebenswissenschaften (2014-2018), der Kommission "Kundenorientierte Services" des dbv (2014-2018), des Beirats Information und Bibliothek des Goethe-Instituts (2007–2013), des Beirats der Virtuellen Fachbibliothek Wirtschaft EconBiz (2006–2012) sowie des Kuratoriums der Deutschen Zentralbibliothek für Medizin – ZB MED (2011–2013). Sie war Vorsitzende der KIBA (Konferenz der informations- und bibliothekswissenschaftlichen Ausbildungs- und Studiengänge), Sektion 7 des dbv (2004–2013). Außerdem ist sie u. a. Gutachterin für die Leibniz-Gemeinschaft, AQAS und AQ Austria.
Seit 2000 lehrt Georgy an der TH Köln (vormals Fachhochschule Köln) am Institut für Informationswissenschaft Informationsmarketing. Zudem hatte sie Kurzzeitdozenturen und Lehraufträge in Chur (2001), Genf (2003), Krems (2006 u. 2008), Parma (2008–2013, 2016), Shah Alam (Malaysia) 2013 und Wien (2020).
Ihre Forschungsschwerpunkte sind Qualitätsmanagement von Informationsdienstleistungen, Kundenbindung sowie Profil- und Markenbildung von Informationseinrichtungen, Preisbildung von Informationsdienstleistungen, Strategische Patentanalyse und Innovationsmanagement, insbesondere Open Innovation und Crowdsourcing.

## Vorträge (Auswahl seit 2014)
- 85th IFLA World Library & Information Congress 2019 – Satellite Meeting: Recruiting and Managing the New Generation of Employees to Attract New Markets and Create New Services, Pythagorion, Samos (Griechenland), August 2019: The Future of Personnel Development in Libraries: An Innovation- and Competency-oriented Approach
- 25rd Annual Conference and Exhibition of the Special Libraries Association / Arabian Gulf Chapter: The Internet of Things: The Future of the Connected Internet Societies, Abu Dhabi (Vereinigte Arabische Emirate), März 2019: Libraries as Part of the Sharing Economy
- ICDE Lillehammer Lifelong Learning Summit 2019: Shape the Future of Lifelong Learning in the Age of Digitization, Lillehammer (Norwegen), February 2019: ISO 9001:2015 and ISO 29990:2010 Certification as Quality Assurance in Continuing Education
- Schweizer Bibliothekskongress 2018, Montreux (Schweiz), August 2018: Innovationscheck für Bibliotheken
- International Conference on Knowledge and Scholary Communication, Universitas Gadjah Mada, Jogyakarta (Indonesien), April 2018: Crowdsourcing the Cultural Heritage
- 33. Österreichischer Bibliothekartag 2017, Linz (Österreich), September 2017: Innovationsorientierte Personalentwicklung - Bibliotheken auf dem Weg zum Kompetenzmodell
- 106. Bibliothekartag 2017, Frankfurt am Main, Mai/Juni 2017: Podiumsdiskussion: Mut zum Führen. Lust auf Entscheiden. Kompetenzvermittlung in Studium und Weiterbildung
- International Conference on Science Mapping and the Development of Science, Universitas Gadjah Mada, Jogyakarta (Indonesien), April 2016: Science Mapping
- 23rd Annual Conference and Exhibition of the Special Libraries Association / Arabian Gulf Chapter: The Way Map Toward Accreditation, Manama (Bahrain), März 2017: The Impacts and Success Factors of ISO 9001 and ISO 29990 in Library Continuing Education
- International Conclave on Innovations in Engineering & Management - ICIEM: Oman Vision 2020: Opportunities & Challenges, Muscat (Oman), Februar 2016: Innovation Management for Small and Medium-sized Libraries - A Comparison with Start-Ups and Small- and Medium-sized Enterprises
- European Conference on Information Literacy, Tallin (Estland), Oktober 2015: Best Practice: Certificate Course "Teaching Librarian" in Germany
- Österreichischer Bibliothekartag, Wien (Österreich), September 2015: Kritische Erfolgsfaktoren zur Steigerung der Innovationsfähigkeit in Bibliotheken – ein Vergleich mit KMU
- Österreichischer Bibliothekartag, Wien (Österreich), September 2015: Profil- und Markenbildung – nicht nur etwas für große Bibliotheken
- Jahrestagung 2015 der Arbeitsgemeinschaft für Medizinisches Bibliothekswesen - AGMB, Basel (Schweiz), September 2015: Strategisches Marketing: Die Nutzen-Positionierung von Bibliotheken als Content-Anbieter im Wettbewerb
- Festveranstaltung aus Anlass der Namenspatenschaft von Prof. Günther Uecker für die Landesbibliothek Mecklenburg-Vorpommern, Schwerin, März 2015: Emotion Marketing – Bibliotheken als Glücksfabrik?
- 10th International Conference of the Committee for the Support of Libraries, National Hellenic Research Foundation: Libraries, Innovation and Entrepreneurship, Athen (Griechenland), November 2014: Innovation Management in Libraries – a Comparison with Start-Ups and Smaller and Medium-sized Enterprises (SME)
- Technological Educational Institutes T.E.I. of Athens and Thessaloniki, Athen und Thessaloniki (Griechenland), November 2014: Systematic Innovation Management as a Marketing Strategy for Libraries
- Friedrich Althoff-Tagung – Annäherungen an den bedeutendsten Wissenschaftsorganisator Deutschlands um 1900, Dinslaken, Oktober 2014: Podiumsdiskussion zum Thema: Zur Entwicklung des Bildungsstandorts Deutschland im 21. Jahrhundert
- Jahrestagung der Arbeitsgemeinschaft Katholisch-Theologischer Bibliotheken (AKThB), Limburg / Wiesbaden, Juli 2014: Markenentwicklung für wissenschaftliche Spezialbibliotheken in Trägerschaft der katholischen Kirche
- 103. Deutscher Bibliothekartag, Bremen, Juni 2014: Innovationsmanagement für kleinere und mittelgroße Bibliotheken – ein Vergleich mit Start-Ups und klein- und mittelständischen Unternehmen
- Goethe-Institut, Vilnius (Litauen), Mai 2014: Marketing für Bibliotheken – Markenidentität und Markenkontaktpunkte
- Goethe-Institut, Almaty (Kasachstan), Februar 2014: Informationsberufe der Zukunft – Trends der bibliothekarischen Ausbildung in Deutschland

## Publikationen (Auswahl seit 2015)
- Digitale Kompetenzen – dringend gesucht. Eine Stellungnahme und Positionierung zu den Empfehlungen des RfII – Rat für Informationsinfrastrukturen. In: b.i.t.online 22 Nr. 5, 2019, S. 409–415.
- Möglichkeiten des Crowdsourcings in Bibliotheken durch Digitalisierung. In: Die digitale Transformation in Institutionen des kulturellen Gedächtnisses. Büttner, St. (Hrsg.). Simon Verlag für Bibliothekswissen, Berlin 2019, S. 95–109.
- Ursula Georgy, Simone Fühles-Ubach (Hrsg.): Bibliotheksentwicklung im Netzwerk von Menschen, Informationstechnologie und Nachhaltigkeit. Festschrift für Achim Oßwald. Bock + Herchen, Bad Honnef 2019, 332 Seiten.
- Trendbeobachtung und ihre Analyse. In: Frauke Schade, Ursula Georgy (Hrsg.): Praxishandbuch Informationsmarketing. Konvergente Strategien, Methoden und Konzepte. De Gruyter Saur, Berlin/Boston 2019, S. 41–58.
- Open Innovation und Crowdsourcing: Das Management von Offenheit. In: Frauke Schade, Ursula Georgy (Hrsg.): Praxishandbuch Informationsmarketing. Konvergente Strategien, Methoden und Konzepte. De Gruyter Saur, Berlin/Boston 2019, S. 183–198.
- Frauke Schade, Ursula Georgy (Hrsg.): Praxishandbuch Informationsmarketing. De Gruyter Saur, Boston/ Berlin 2019.
- Innovationsorientierte Personalentwicklung - Bibliotheken auf dem Weg zum Kompetenzmodell? In: b.i.t.online 21 Nr. 4, 2018, S. 301–308.
- Bibliotheks- und informationswissenschaftliche Aus- und Weiterbildung: Herausforderungen und Perspektiven. In: Bibliotheksdienst 51 Nr. 10-11, 2017, S. 864–875.
- Identifikation und Analyse von Trendthemen - Strukturierung und Implementierung zukunftsorientierter Tätigkeitsfelder. In: Petra Hauke, Vivien Petras, Andrea Kaufmann (Hrsg.): Bibliothek. Forschung für die Praxis. Festschrift für Konrad Umlauf zum 65. Geburtstag. De Gruyter Saur, Berlin 2017, S. 535–546.
- Kritische Erfolgsfaktoren zur Steigerung der Innovationsfähigkeit in Bibliotheken - Ein Vergleich mit KMU. In: Bruno Bauer, Andreas Ferus, Josef Pauser (Hrsg.): Offen(siv)e Bibliotheken – neue Zugänge, neue Strukturen, neue Chancen. 32. Österreichischer Bibliothekartag Wien 2015. Verlag Wolfgang Neugebauer, Graz/Feldkirch 2016, S. 85–96.
- Profil- und Markenbildung - Nicht nur etwas für große Bibliotheken. In: Bruno Bauer, Andreas Ferus, Josef Pauser (Hrsg.): Offen(siv)e Bibliotheken – neue Zugänge, neue Strukturen, neue Chancen. 32. Österreichischer Bibliothekartag Wien 2015. Verlag Wolfgang Neugebauer, Graz/Feldkirch 2016, S. 97–106.
- Innovation Management für Small and Medium-Sized Libraries - A Comparison with Start-Ups and Small and Medium-Sized Enterprises. In: Proceedings International Conclave on Innovations in Engineering & Management (Oman Vision 2020: Opportunities & Challenges) 24-25 February, 2016. M. Mohatram (Hrsg.). Muscat: Waljat College of Applied Sciences in Academic Partnership with Birla Institute of Technology, Ranchi, India, 2016, S. 239–246.
- E-trends in Librarianship Training in Germany. In: Michael Seadle, Clara M Chu, Ulrike Stöckel (Hrsg.): Educating the profession – 40 Years of the IFLA Section on Education and Training (= IFLA Publications. Band 170). De Gruyter Saur, Berlin 2015.
- Ursula Georgy (Hrsg.): Crowdsourcing – Ein Leitfaden für Bibliotheken. B.I.T.online – Innovativ, Band 52, Dinges & Frick Wiesbaden, 2015.